# Niphona affinis
Niphona affinis es una especie de escarabajo longicornio del género Niphona, tribu Pteropliini, subfamilia Lamiinae. Fue descrita científicamente por Breuning en 1938.
La especie se mantiene activa durante los meses de abril, junio y noviembre.

## Descripción
Mide 12-15 milímetros de longitud.

## Distribución
Se distribuye por Etiopía, República Democrática del Congo y Togo.